# Hillary Janssens
Hillary Janssens (* 21. Juli 1994 in Surrey, British Columbia) ist eine kanadische Ruderin. Sie war Weltmeisterin 2018 und Olympiazweite 2021.

## Sportliche Karriere
Hillary Janssens gewann bei den U23-Weltmeisterschaften 2014 die Bronzemedaille mit dem Vierer ohne Steuerfrau in der Besetzung Zoe Alexandra Fettig-Winn, Michelle Aylard, Hillary Janssens und Nicole Hare. Ein Jahr später gewann der kanadische Vierer ohne Steuerfrau mit Caileigh Filmer, Morgan Cathrea, Hillary Janssens und Nicole Hare die Silbermedaille bei der U23-Weltmeisterschaft. 2016 siegten Janssens und Hare im Zweier ohne Steuerfrau bei den U23-Weltmeisterschaften.
Bei den Weltmeisterschaften 2017 saßen Hare und Janssens im kanadischen Achter und gewannen die Silbermedaille hinter den Rumäninnen. 2018 gewannen Hillary Janssens und Caileigh Filmer im Zweier ohne Steuerfrau die Weltcup-Regatta in Belgrad, in Luzern belegten sie den zweiten Platz hinter den Neuseeländerinnen Grace Prendergast und Kerri Gowler. Bei den Weltmeisterschaften in Plowdiw siegten die Kanadierinnen vor den Neuseeländerinnen. Im Jahr darauf traten Janssens und Filmer bei den Weltmeisterschaften in Linz sowohl im Zweier als auch im Achter an. Im Zweier gewannen sie die Bronzemedaille hinter den Neuseeländerinnen und den Australierinnen, deren Crews auch jeweils im Achter antraten. Im Achter siegte Neuseeland vor Australien und dem Boot aus den Vereinigten Staaten, die Kanadierinnen erreichten den vierten Platz und damit die direkte Olympiaqualifikation für 2020. Bei der Olympischen Regatta in Tokio traten Filmer und Janssens nur im Zweier an. Die beiden gewannen die Bronzemedaille hinter den Neuseeländerinnen und den Russinnen.